# Почтовые индексы в Австрии

Система почтовых индексов Австрии

Почтовые индексы в Австрии представляют собой систему четырёхзначных цифровых кодов, которые были введены в Австрии для почтового употребления в 1966 году.

## Описание
Австрийские почтовые индексы состоят из четырёх цифр. Первая цифра почтового индекса обозначает землю Австрии:
- 1xxx: Вена
- 2xxx: Нижняя Австрия (восточнее Вены)
- 3xxx: Нижняя Австрия (западнее Вены)
- 4xxx: Верхняя Австрия
- 5xxx: Зальцбург и восточная Верхняя Австрия
- 6xxx: Тироль и Форарльберг (без Восточного Тироля)
- 7xxx: Бургенланд

- 8xxx: Штирия
- 9xxx: Каринтия и Восточный Тироль

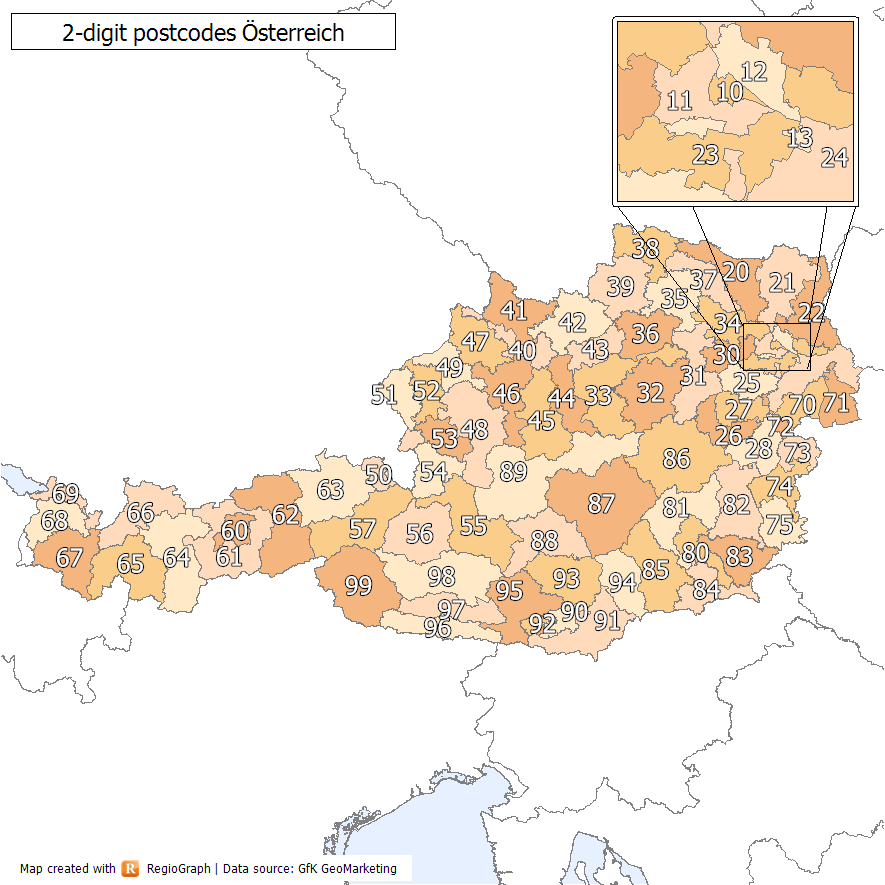
Карта деления территории Австрии на зоны по первым двум цифрам почтового индекса

Вторая цифра обозначает регион земли, третья — маршрут в соответствии с железнодорожными и автомобильными маршрутами, а четвёртая — почтовое отделение. Каждому почтовому отделению присвоен собственный номер. Из этого правила есть ряд исключений: В Вене вторая и третья цифры указывают на район, то есть 1120 будет обозначать двенадцатый район. Кроме того, у ряда городов вблизи границы с Германией в Форарльберге есть как австрийские, так и немецкие почтовые индексы.
Имеются также несколько специальных почтовых индексов. Так, собственный почтовый индекс есть у аэропорта (1300) и штаб-квартиры ООН (1400). Некоторые крупные компании также имеют собственный почтовый индекс, к примеру, ORF (Австрийская национальная вещательная служба — 1136). Эти специальные почтовые индексы не указаны в бесплатной телефонной книге, однако в австрийских почтовых отделениях можно приобрести справочник, в котором они приведены.